# Resolutie 2222 Veiligheidsraad Verenigde Naties
Resolutie 2222 van de Veiligheidsraad van de Verenigde Naties werd op 27 mei 2015 met unanimiteit aangenomen door de VN-Veiligheidsraad. De resolutie veroordeelde het stijgend aantal aanvallen op journalisten die in conflictgebieden werken; met name door terreurgroeperingen. Omdat het burgers zijn moeten de strijdende partijen hen volgens het internationaal recht beschermen.

## Inhoud
Journalisten liepen vaak het risico geïntimideerd, lastiggevallen of aangevallen te worden als ze hun werk deden te midden van een gewapend conflict. De partijen in zo'n conflict moesten volgens het internationaal humanitair recht het nodige doen om burgers te beschermen; ook degene die beroep deden op de vrijheid van meningsuiting om te midden van het conflict informatie te vergaren. Daarnaast bleven meer dan 90% van dergelijke misdaden ook onbestraft, en die straffeloosheid droeg dan weer bij tot het probleem.
Doch konden de media een belangrijke rol spelen in het beschermen van de bevolking in conflictgebieden door al vroeg te waarschuwen voor situaties die tot genocide, etnische zuivering en oorlogsmisdaden konden leiden. Vrije, onafhankelijke en onpartijdige media waren daarnaast fundamenteel voor een democratische samenleving.
Journalisten werden ook steeds vaker bedreigd door terreurgroeperingen, die hen vermoordden of ontvoerden voor losgeld of politiek gewin. In 2014 waren er 61 gedood en 221 gevangengenomen. De Veiligheidsraad bezwoer gegijzelde journalisten te bevrijden zonder hieraan toe te geven.

## Verwante resoluties
- Resolutie 1738 Veiligheidsraad Verenigde Naties (2006)
- Resolutie 2175 Veiligheidsraad Verenigde Naties (2014)

Lijst ·  2196 ·  2197 ·  2198 ·  2199 ·  2200 ·  2201 ·  2202 ·  2203 ·  2204 ·  2205 ·  2206 ·  2207 ·  2208 ·  2209 ·  2210 ·  2211 ·  2212 ·  2213 ·  2214 ·  2215 ·  2216 ·  2217 ·  2218 ·  2219 ·  2220 ·  2221 ·  2222 ·  2223 ·  2224 ·  2225 ·  2226 ·  2227 ·  2228 ·  2229 ·  2230 ·  2231 ·  2232 ·  2233 ·  2234 ·  2235 ·  2236 ·  2237 ·  2238 ·  2239 ·  2240 ·  2241 ·  2242 ·  2243 ·  2244 ·  2245 ·  2246 ·  2247 ·  2248 ·  2249 ·  2250 ·  2251 ·  2252 ·  2253 ·  2254 ·  2255 ·  2256 ·  2257 ·  2258 ·  2259